# Relationer mellan Frankrike och Tyskland
De franska-tyska relationerna är idag mycket goda och är en av de starkaste drivkrafterna bakom EU-samarbetet, men har längre tillbaka i historien kantats av konflikter. Efter 1945 inleddes en ny era i ländernas kontakter och 1963 skrevs vänskapsfördraget Élysée-fördraget under i Paris. Därefter har länderna fortsatt att närma sig varandra på olika nivåer genom gemensamma åtaganden och samarbetsprojekt, inte minst inom Europeiska unionen.

## Utveckling

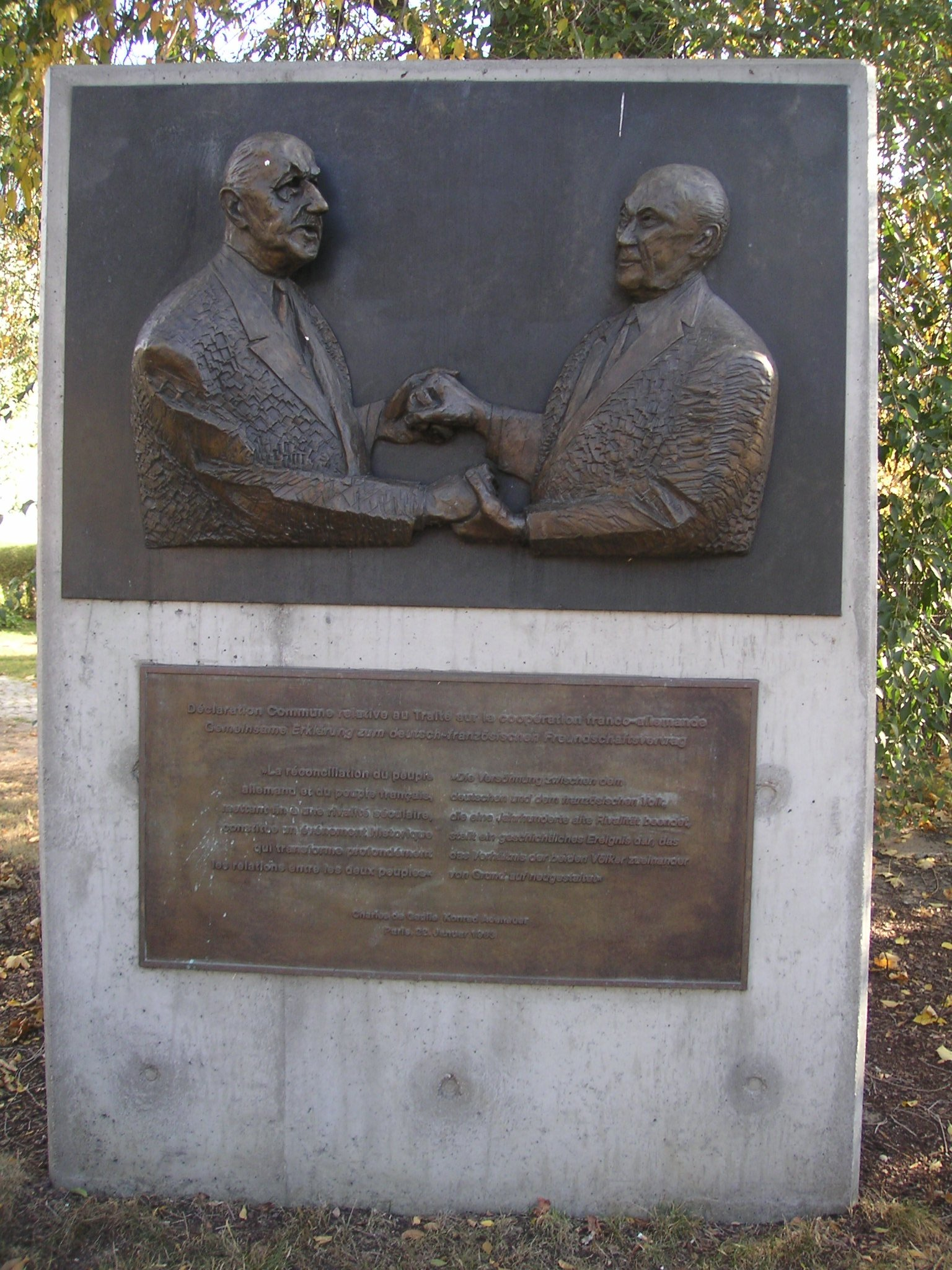
Charles de Gaulle och Konrad Adenauer. Monument i Berlin över Élysée-fördraget.

Tyskland och Frankrike har sedan Jean Monnets Europaförklaring 9 maj 1950 varit de drivande krafterna i den europeiska integrationen. Detta står i kontrast till den arvsfiendskap som 1870–1871 startade mellan Tyskland och Frankrike i samband med det fransk-tyska kriget. Redan före grundandet av Tyska riket 1871 hade Frankrike och olika tyska stater, bl.a. Preussen, varit i krig med varandra i olika skeenden. Ländernas fiendskap fortsatte genom första världskriget och andra världskriget. Man stred om områden som Alsace-Lorraine/Elsass-Lothringen och Saarland och 1923 skedde den franska ockupationen av Ruhrområdet.
Ett viktigt steg mot den fransk-tyska försoningen var Europeiska kol- och stålgemenskapen som skapades 1952 och ledde utvecklingen mot undertecknandet av Élysée-fördraget 22 januari 1963 vilket institutionaliserade de goda relationerna och vänskapen mellan Tyskland (då Västtyskland) och Frankrike. Den politiska delen av fördraget handlar om regelbundna konsultationer mellan ländernas regeringar. Under 1950-talet fanns dock frågan om Saarlands framtid som en blockerade faktor men denna kom att lösas 1957 då Saarland blev en tysk delstat.
Alltsedan Konrad Adenauers och Charles de Gaulles gemensamma väg mot försoning mellan länderna har länderna tillsammans bildat olika "par" av stats- eller regeringschefer som gjort gemensam sak vad gäller relationerna och Europasamarbetet – medan relationerna under Adenauers efterföljare inskränkte sig till skolprojekt kom Helmut Schmidt och Valéry Giscard d'Estaing från 1974 att ha ett nära samarbete. Man gick bl.a. in för skapandet av en valutaorm och då föddes tanken om ett europeiskt valutasystem och 1979 skedde det första direktvalet till Europaparlamentet. 24 januari 2006 tilldelades Helmut Schmidt och Valéry Giscard d'Estaing Adenauer-de Gaulle-priset för deras arbetet för det tysk-franska samarbetet.
Samarbetet fortsatte under Helmut Kohl (1982–1998) och François Mitterrand (1981–1995) där man bl.a. gjorde ett gemensamt besök vid slagfälten i Verdun 1984 vilket var en milstolpe och hade ett stort symbolvärde. Kohl och Mitterrand gick tillsammans in för ett fransk-tyskt försvars- och säkerhetsråd och ett närings- och finansråd samt en enhetlig europeisk utrikes- och säkerhetspolitik inom EG/EU. De båda var också drivande i skapandet av den inre marknaden och EU via 1992 års Maastrichtfördrag. Samarbetet fortsatte sedan båda länder fått nya regeringschefer – Jacques Chirac (1995–2007) och Gerhard Schröder (1998–2005). Under senare år har man träffats mer och mer och sedan 2001 träffas man på en 6-8-veckors basis. 2003 gick man tillsammans emot den amerikanska Irak-politiken. Gerhard Schröder lät sig till och med företrädas av Chirac vid ett möte i Europarådet.

### Élysée-fördraget
Den 2 juli 1963 trädde Élysée-fördraget i kraft, som kom att ligga till grund för samarbetet i över 50 år. Fördraget kräver ländernas regeringar att stämma av med varandra i alla viktiga frågor rörande utrikes-, säkerhets-, ungdoms- och kulturpolitik. Regeringarna och regeringscheferna träffas på en regelbunden basis.

### Aachenfördraget
Den 22 januari 2019, på årsdagen av det tidigare gällande Élysée-fördraget, undertecknades Aachenfördraget av Tysklands förbundskansler Angela Merkel och Frankrikes president Emmanuel Macron i Aachen.

## Försoningsgester
Tre stora symbolhandlingar i försoningen har gjorts på regeringsnivå.
- 22 januari 1963: Adenauer och de Gaulle omfamnar varandra i samband med undertecknandet av Elysée-fördraget.
- 24 september 1984: Kohl och Mitterrand hand i hand vid en stor ceremoni till minne av de tysk-franska krigens offer.
- 6 juni 2004: Schröder och Chirac omfamnar varandra i samband med 60-årsfirandet av  de allierades landstigning i Normandie. Schröder är den första förbundskansler som var inbjuden till firandet.

## Fransk-tyska institutioner och projekt
- Eurocorps (fler länder deltar)
- Fransk-tyska brigaden
- Fransk-tyska försvars- och säkerhetsrådet
- ARTE
- André-Gide-Preis
- Deutsch-Französisches Jugendwerk
- Deutsch-Französische Gesellschaft